# Passos
Passos är en stad och kommun i östra Brasilien och ligger i delstaten Minas Gerais. Stadens befolkning uppgick år 2010 till cirka 101 000 invånare.